# Мессерих
Мессерих (нем. Messerich) — община в Германии, в земле Рейнланд-Пфальц. 
Входит в состав района Айфель-Битбург-Прюм. Подчиняется управлению Битбург-Ланд.  Население составляет 532 человека (на 31 декабря 2010 года). Занимает площадь 6,52 км².